# José María Eskubi
José María Eskubi Larraz, alias Bruno (Leitza, 1944 - Pamplona, 12 de mayo|1 del mayo de 2016) fue un dirigente de Euskadi Ta Askatasuna (ETA) navarro.

## Biografía
Nacido en Leitza, vivió posteriormente en Pamplona. Fue estudiante de Medicina. Su padre era militante del Partido Nacionalista Vasco (PNV), cercano a Jesús María Leizaola. Fue hermano del desaparecido Javier Eskubi, médico y concejal de Pamplona por la formación Aralar en 2006.

## ETA
Ocupó cargos importantes en la recién creada organización terrorista ETA en los años sesenta, de la que se convirtió en un miembro muy activo. Una de sus primeras acciones fue atacar el gigantesco Monumento a los Caídos, construido en Pamplona. Fue detenido por primera vez en 1963 y pasó unos meses en la prisión de Martutene. Realizó una importante labor en la V Asamblea de ETA, iniciada en diciembre de 1966, junto a Federico Krutwig, etc., tras lo cual fue nombrado miembro del Comité Ejecutivo; le acompañaron Txabi Etxebarrieta, Juanjo Etxabe y Jokin Gorostidi, entre otros.
Con los años, José Mari Eskubi dejaría ETA, aunque antes fue presidente de la VI Asamblea. En esos años el nombre de Eskubi apareció con frecuencia en los casos del Tribunal de Orden Público (TOP), así como en los escritos del Proceso de Burgos de 1970.
Para entonces, Eskubi estaba en el extranjero. Ese mismo año, por ejemplo, se declaró en huelga de hambre ante el edificio de Naciones Unidas en Bruselas, junto a otros compañeros. El propio ministro de Justicia belga asistió a la resolución de la disputa y pocos días después se les concedió la condición de refugiados.

## Trayectoria
Su paso por la organización terrorista ETA dejó muchas anécdotas reseñables. Por ejemplo, en diciembre de 1964, un guardia civil disparó contra un inmigrante portugués que quería cruzar la frontera. Al parecer, estaba intentando capturar a Eskubi, porque el activista de ETA había logrado escapar del control un poco antes.
La organización lo apodó inicialmente "Verde" en sus comunicaciones internas, cuando decidió identificar a varios miembros por su color (de ahí el sobrenombre de "Negro", que se ha hecho más conocido como Emilio López Adán). Fue el autor del informe Rapport M, donde analizó la evolución de ETA y destacó los riesgos que conllevaba. Mariasun Goenaga “Txiki”, además de su esposa, también era miembro de la militancia y tenía una hija (Saioa) con él.
Cuando huyó a Bélgica, se unió al grupo recién creado un año antes "Saioak" (1968), que fue crítico con algunas de las acciones de ETA. Tras la muerte de Franco en 1975, Eskubi estaba en una lista divulgada por la policía por la que podía regresar a España. Una década más tarde, en 1985, fue llamado a comisaría (junto a Mario Onaindia, Xabier Izko de la Iglesia y varios dirigentes de ETA más), bajo la acusación de que aún tenían que esclarecer algunos atentados de los años 60.